# Никонов, Николай Константинович
Николай Константинович Никонов (1913, Ровное, Херсонская губерния — 6 марта 1990, Керчь, Крымская область) — украинский советский деятель, металлург, старший агломератчик Камышбурунского железорудного комбината Крымской области. Герой Социалистического Труда (19.07.1958). Депутат Верховного Совета УССР 5-7-го созывов.

## Биография
Родился в семье крестьянина-бедняка. Окончил неполную среднюю школу. После окончания школы работал чернорабочим, агломератчиком, мастером на Керченском металлургическом заводе имени Войкова Крымской АССР.
Во время Великой Отечественной войны был эвакуирован в город Нижний Тагил Свердловской области. До 1955 года работал агломератчиком, заместителем начальника фабрики Высокогорского рудоуправления возле города Нижнего Тагила на Урале.
Член ВКП(б) с 1944 года.
В 1955 году вернулся в Крымскую область. С 1955 года — агломератчик, старший агломератчик аглофабрики Камыш-Бурунского железорудного комбината Крымской области. Избирался секретарем партийной организации аглофабрики и членом партийного комитета железорудного комбината.
Депутат Верховного Совета УССР 5-7-го созывов.
Автор книги «Высокое звание — рабочий. Заметки ветерана труда» (Симферополь: Таврия, 1972)
Потом — на пенсии в городе Керчь Крымской области. Умер 6 марта 1990 года.

## Награды
Награждён орденами и медалями:
- орден «Знак Почета» (31.03.1945)
- медаль "За трудовое отличие" (31.05.1949)
- медаль "За трудовую доблесть" (24.01.1950)
- орден Трудового Красного Знамени (5.11.1955)
- Герой Социалистического Труда (19.07.1958)
- орден Ленина (19.07.1958)